# Anthophora solskyi
Anthophora solskyi är en biart som beskrevs av Fedtschenko 1875. Anthophora solskyi ingår i släktet pälsbin, och familjen långtungebin. Inga underarter finns listade i Catalogue of Life.